# Ikerprím-sejtés
Ikerprím-sejtésnek nevezik azt a sejtést, hogy végtelen sok olyan p prímszám van, amire p+2 is prím. (Mint például 3,5; 5,7; 11,13; 17,19.) A sejtést először Eukleidész fogalmazta meg i. e. 300 körül.
Az ilyen tulajdonságú p, p+2 párokat hívják ikerprímeknek.

## Részeredmények
Viggo Brun 1915-ben bebizonyította, hogy x-ig az ikerprímek száma legfeljebb
{\displaystyle c{\frac {x}{\log ^{2}x}}}
alkalmas c-vel, és hogy az ikerprímek reciprokösszege konvergál.
A másik irányban igazolta, hogy végtelen sok olyan páratlan n szám van, hogy n és n+2 is legfeljebb 9 prímszám szorzata. 1973-ban Chen igazolta, hogy van végtelen sok olyan p prímszám, hogy p+2 prímszám vagy két prímszám szorzata.
1940-ben Erdős Pál megmutatta, hogy létezik olyan c<1 konstans és végtelen sok p prím, hogy 
 ahol q a p-t követő prímet jelöli.
Ez az eredmény azóta már jelentősen megjavult, hiszen 1986-ban Helmut Maier megmutatta, hogy c < 0,25 konstans is biztosan létezik. 2004-ben Daniel Goldston és Cem Yıldırım belátta, hogy a c = 0,085786… konstans is megfelel a feltételeknek. Ezt 2005-ben megjavították (Goldston, Pintz és Yıldırım), belátva azt, hogy minden pozitív c konstans megfelel, sőt {\displaystyle q-p<c{\sqrt {\ln p}}(\ln \ln p)^{2}} is igaz végtelen sokszor alkalmas C-vel.
2013 áprilisában Jitang Csang, a Durhamban található New Hampshire-i Egyetem professzora bebizonyította, hogy végtelen sok olyan prímszámpár létezik, amelyek különbsége kevesebb mint 70 millió. Ez azért nagy eredmény, mert a különbség véges szám. Az MTA Rényi Intézet kutatója, Pintz János akadémikus professzor elmondta, hogy "a lényeg, hogy végtelen sokszor valamilyen konkrét véges határ alatt marad a szomszédos prímek különbsége."

## Kapcsolódó sejtések

### Első Hardy–Littlewood-sejtés
A G. H. Hardyról és John Littlewoodról elnevezett Hardy–Littlewood-sejtés az ikerprím-sejtés általánosítása. A prím n-esek (bennük az ikerprímekkel) eloszlásáról fogalmaz meg állítást, a prímszámtétellel analóg módon. Jelölje π2(x) az olyan p ≤ x prímek számát, melyekre p + 2 is prímszám. Definiáljuk a C2 ikerprímkonstanst a következőképpen:
{\displaystyle C_{2}=\prod _{\textstyle {p\;{\rm {prim}} \atop p\geq 3}}\left(1-{\frac {1}{(p-1)^{2}}}\right)\approx 0,660161815846869573927812110014\dots }
 A005597
(itt a szorzat kiterjed az összes p ≥ 3 prímszámra). A sejtés állítása ekkor:
{\displaystyle \pi _{2}(x)\sim 2C_{2}{\frac {x}{(\ln x)^{2}}}\sim 2C_{2}\int _{2}^{x}{dt \over (\ln t)^{2}},}
abban az értelemben, hogy a két kifejezés hányadosa egyhez tart, ahogy x a végtelenbe nő.  (A második ~ nem része a sejtésnek, parciális integrálással bizonyítható.)
A sejtés jogosultságát igazolhatjuk (de ez nem bizonyítja a sejtést), ha feltesszük, hogy az 1 / ln t a prímszámeloszlás sűrűségfüggvényét írja le, ami a prímszámtételből adódó feltételezés,  de igazolatlan (igazságából az ikerprímsejtés is következne).
Az első Hardy–Littlewood-sejtés a prím n-esekről implikálja, hogy a második Hardy–Littlewood-sejtés hamis.
Ugyancsak ismert és ugyancsak reménytelen sejtés, hogy minden k pozitív természetes számra végtelen sok olyan p prímszám van, amire p+2k is prím. A legáltalánosabb sejtés szerint, ha f1(x),…,fn(x) pozitív főegyütthatós, irreducibilis polinomok, amelyek egész értékeket vesznek fel és szorzatuknak nincs állandó osztója, akkor végtelen sok olyan x természetes szám van, amire mindegyik polinom értéke prím. Ez magába foglalja azt a megoldatlan sejtést, hogy végtelen sok x²+1 alakú prím van és azt is, hogy végtelen sok olyan p prím van, amire 2p+1 is prím.